# 2. slag ved Marne
Det 2. slag ved Marne (fransk: Seconde Bataille de la Marne) (15. juli - 6. august 1918) var et slag på vestfronten under 1. verdenskrig. Slaget var resultatet af den sidste store tyske offensiv under krigen. Den tyske offensiv slog fejl, da Ententens styrker iværksatte en større modoffensiv med flere hundrede tanks, der gennembrød tyskerne højre flanke, hvilket medførte betydelige tyske tab.
Det tyske nederlag blev begyndelsen på Hundrede dages offensiven, der kulminerede med våbenhvileaftalen ca. hundrede dage senere.
| Militær | Spire Denne artikel om militær er en spire som bør udbygges. Du er velkommen til at hjælpe Wikipedia ved at udvide den. |